# La Bresse
La Bresse är en kommun i departementet Vosges i regionen Grand Est (tidigare regionen Lorraine) i nordöstra Frankrike. Kommunen ligger i kantonen Saulxures-sur-Moselotte som tillhör arrondissementet Épinal. År 2022 hade La Bresse 3 947 invånare.
La Bresse utgör ett slätt eller kuperat låglandsområde uppföytt av tertiära insjöavlagringar, och är känt för sin fjäderfäuppfödning.
La Bresse var tidigare fransk landskap men tillföll 1290 genom giftermål Savojen. 1601 blev området åter franskt.

## Befolkningsutveckling
Antalet invånare i kommunen La Bresse
| Referens: INSEE |